# 沃爾馬河

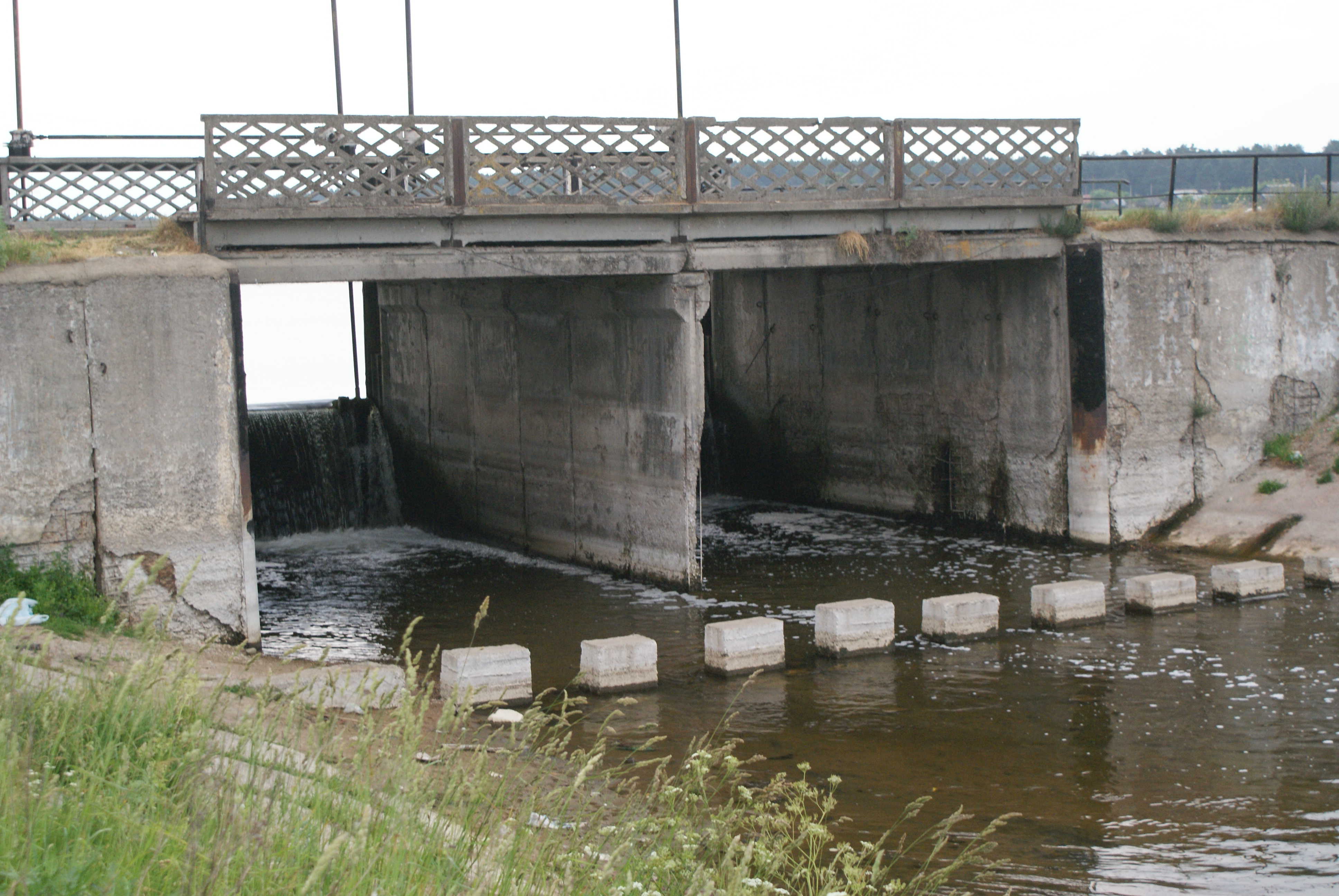
沃爾馬河

沃爾馬河（白俄羅斯語：Волма）是白俄羅斯的河流，屬於斯維斯拉奇河的左支流，河道全長103公里，流域面積1,150平方公里，發源自明斯克高地，流經中別列津平原。